# Pteronymia laura
Pteronymia laura är en fjärilsart som beskrevs av Otto Staudinger 1885. Pteronymia laura ingår i släktet Pteronymia och familjen praktfjärilar. Inga underarter finns listade.